# Gare d'Halluin
La gare d'Halluin était une gare ferroviaire française de la ligne de Somain à Halluin située sur la commune d'Halluin dans le département du Nord en région Hauts-de-France.
Elle est mise en service en 1879 par la Compagnie des chemins de fer du Nord. Les fermetures débutent en 1971, avec le trafic voyageurs. Le bâtiment principal est détruit en 1989 et un nouveau point de vente est ouvert en 1990. La ligne et la gare sont finalement totalement fermées quelques années plus tard (date inconnue).

## Situation ferroviaire
Établie à 15 mètres d'altitude, la gare d'Halluin était située au point kilométrique (PK) 287,4 de la ligne de Somain à Halluin, entre les gares du Roncq (fermée) (s'intercalait l'arrêt du Pellerin) et de Menin après le passage de la frontière entre la France et la Belgique.

## Histoire
La gare d'Halluin est mise en service le 6 octobre 1879 par la Compagnie des chemins de fer du Nord lorsqu'elle ouvre à l'exploitation la ligne de Tourcoing à Menin.
Entre 1897 et 1935, la gare sert également de terminus à la ligne de tramway à écartement métrique d'Armentières à Halluin de la Société des chemins de fer économiques du Nord (CEN).
Un nouveau bâtiment, plus important que celui d'origine est construit en 1901. Il permet notamment d'assurer les départs et le passage de trains remplis de travailleurs transfrontaliers. C'est également une importante gare de marchandises, notamment du textile. Après 1920, la manufacture Defretin, située rue de la gare, envoie chaque semaine quatre wagon, de fil blanchi, dans les Vosges. La position frontalière de la gare, qui impose l'arrêt et le contrôle des trains, permet le développement du buffet de la gare et d'établissement similaire dans la rue de la gare qui accueille toujours le tramway de la d'Armentières à Halluin.
Plus tard, la route concurrence le chemin de fer et c'est en 1971 que s'arrête le dernier « petit train de voyageurs » avec seulement neuf passagers. Le dernier embarquement de personnes en nombres pour un « grand voyage » est celui d'un groupe comprenant 170 enfants, qui pour leur voyage de fin d'année ont pris le train en 1988.
La démolition de la gare a lieu durant les premiers mois de l'année 1989 et cette même année un petit bâtiment est construit à la place de l'ancien pour la vente des billets. Il est mis en service le 2 janvier 1990. Lors cette année 1990, le service voyageurs de la gare a réalisé la vente de 3 047 titres de transport durant les neuf premiers mois de l'année. Un service fret, avec notamment le transport de marchandises d'une dizaine de clients, un train fait chaque jour le trajet entre Tourcoing et Halluin, et la SERNAM qui assure quotidiennement une navette avec les centres de Tourcoing ou Lille.
La passerelle est détruite en 1991 du fait de la création d'une nouvelle voie et d'un nouveau passage à niveau. La gare est totalement fermée et abandonnée quelques années plus tard, à une date inconnue.
la gare a été détruite au milieu de 2024, aujourd'hui il ne reste plus une trace de cette gare.